# Juventa/Notuleerland
Juventa is een korfbalvereniging in de Nederlandse plaats Hardenberg (provincie Overijssel).
De club is opgericht op 10 mei 1979. De naam Juventa staat voor de Godin van de Jeugd.
De vereniging heeft in elk leeftijdsniveau minstens twee teams. Diverse spelers van Juventa zijn doorgestroomd naar korfbalverenigingen die op hoger niveau spelen (zoals DOS'46), waaronder
Casper Boom en Jelmer Jonker.